# 拉德茨基進行曲
《拉德茨基進行曲》（德語：Radetzky-Marsch），作品為228號，是奧地利作曲家老約翰·施特勞斯的管弦乐作品，於1848年完成，8月31日在维也纳的Wasserglacis（維也納城市公園遗址）首次演出。

## 首演
1848 年 7 月 25 日，陆军元帅、奥地利伯爵约瑟夫·拉德茨基·冯·拉德茨在第一次義大利獨立戰爭时的庫斯托扎戰役中大败皮埃蒙特军队。而该曲的作者老約翰·施特勞斯于1848年8月31日在瓦瑟格拉齐斯公园举办了一场“献给在意大利的英勇军队、与支持受伤战士”的胜利庆典，并宣布将首演一首新的进行曲，这就是《拉德茨基进行曲》的首次演出。这首进行曲在钢琴初版乐谱的封面上还附有献辞：“献给伟大的统帅……以及皇室与皇家军队。”

## 乐曲

### 历史
这首进行曲在1848年的原始版本中，是一首轻快愉悦的乐曲，完全没有任何军事化的旋律。
这首著名的进行曲的主旋律由四小节的引子开始，随后就是那段闻名于世的旋律。正如施特劳斯研究者诺伯特·林克（Norbert Linke）所指出的，老施特劳斯在创作这些段落时，借鉴了自己多年积累的素材：开头的引子段最早出现在1828年的《快乐的营地圆舞曲》（op. 18）（Lust-Lager Walzer）中，而旋律的第二部分也首次在1828年的《油炸圈饼圆舞曲》（op. 12）（Krapfen-Waldel-Walzer）中使用，并且经过变奏也作为第3段a出现在《快乐的营地圆舞曲》中。其他旋律部分也可以在老施特劳斯典型的变奏技术中，于作品144号、217号和221号中找到引用痕迹。在《欢腾方阵舞》（op. 130，1841年）中，其终章部分的A段几乎与《拉德茨基进行曲》的主题相同——老施特劳斯在七年后就使用了那段。
林克驳斥了施特劳斯传记作家海因里希·爱德华·雅各布（1937年）的说法，即老施特劳斯的旋律是从焦阿基诺·罗西尼的歌剧《威廉·退尔》序曲中改编而来。他同样否定了另一个说法：声称老菲利普·法尔巴赫 （Philipp Fahrbach der Ältere）才是真正的作曲者。林克明确指出这只是流言。不过法尔巴赫确实为军乐和管乐队做过改编。还有人说，该旋律的开头与1794年海顿《第100号交响曲》中快板乐章的第二主题十分相似，但也被证明只是一个巧合。虽然施特劳斯乐团常演奏改编的海顿作品，但其影响更可能会体现在1828年的早期作品op. 12与op. 18中。
林克指出，三重奏（Trio）的旋律是“两声部单簧管约德尔曲”，其特点是滑稽的跳音和颤音。它只有两个和声级（主音与属音）。“有时主六度上升出现在主和弦，有时出现在属和弦，第二部分则反过来。这段音乐仿佛原地踏步，仅仅通过强奏与‘扫尾音阶’在第二部分中做了表面上的戏剧化处理，之后又回归到轻柔的咕噜声般的弱奏。”
林克还驳斥了《拉德茨基进行曲》三部曲的多种传说：
- 例如，有一种关于施特劳斯家族的传说称这段旋律源自“Alter Tanz aus Wien”或“Tinerl song”，有时甚至说它是以一位当时流行的歌手或演奏者“Alter Tanz aus Wien”命名的。这个说法源于施特劳斯的儿子爱德华·施特劳斯，他在回忆录中提到了这种观点（这些回忆录经常不太可靠）。[7] Josef Koller等专家尽了最大的努力，也未能找到过这样一位名为Tinerl的歌手或表演者。[8]林克还指出，这段三重奏的音域太广，跳跃太大，根本不适合人声演唱。[3]
- 另一个被视为流言则是：据说拉德茨基将军在1848年库斯托扎战役胜利后返回维也纳时，士兵们在街上唱起了这首流行歌曲，而施特劳斯听到后将其转写为进行曲，几乎没有改动旋律。这一说法同样出自爱德华·施特劳斯的回忆录，不过他的版本是士兵们在出征时哼唱这首歌。[7]
- 马克斯·舍恩赫尔在其1954年的老施特劳斯传记中提到，据说存在一首1845年的老维也纳旋律，爱德华·克雷姆泽在1913年的《维也纳歌曲与舞曲》一书中将其收录，并声称“这段舞曲被老施特劳斯用于拉德茨基进行曲的三部曲中”。[9]然而克雷姆泽实际上是自己根据三部曲改写了这首Ländler（奥地利乡村舞曲）版本，并且还注册了著作权。林克称这是“最惊人的剽窃伎俩”。[4]
- 近年来一些更可靠的施特劳斯传记只是模糊地提到“引用了一首老维也纳歌曲”，但也未能提供明确来源。[2]

2019年，林克公布了新的研究成果。他指出，在维也纳图书馆中保存有两个可供销售的抄谱副本（编号MHc 13129与MHc 14492）。此外，他的孙子小约翰·施特劳斯（Johann Strauss III）还制作了一个尽量接近原作的版本，并于1914年在柏林-夏洛滕堡的Scheithauer出版社出版。
利用这些研究资料，林克将进行曲的三重奏归类为一首蒂罗尔民歌，那是一首双声部演唱的兰德勒《没事的，在一起》（一首关于婚姻的歌曲）。老施特劳斯基本上只用了这首民歌的前六小节，通过去除下属和弦、转换成标准的进行曲节奏，并加入重复、变换和约德尔段落（这些在原歌中并没有，但是由其衍生出来的），仅凭这六小节，他就创作出了完整的三重奏，成就了一部天才的乐曲。
林克还指出，爱德华的“回忆”之所以提到“Tinerl”，其实是对“Tiroler”（蒂罗尔）的听觉误解。他也指出，那段歌词《没事的，在一起》对当时的士兵而言也可能具有象征意义，传递出一种民族和解的信息。

## 评价
這樂曲和《藍色多瑙河》一樣几乎是每年維也納愛樂管弦樂團新年音樂會的終場曲目。这首曲子由对比鲜明的两部分构成。强劲有力的引子之后是第一主题，仿佛让人们看到了一队步兵轻快地走过大街。反复一遍之后，音乐经过一个全乐队齐奏的过渡句，随后出现的是与前面主题相对比的轻柔主题，优美动听。音乐最后在反复第一主题后结束。
智利陆军解放者貝納多·奧希金斯军事学校、巴拉圭陆军弗朗西斯科·索拉诺·洛佩斯元帅军事学院、英国第1女王龍騎兵衛隊也以此曲为行进乐曲。